# Syllitus minutus
Syllitus minutus là một loài bọ cánh cứng trong họ Cerambycidae.